# 5 cm KwK 39
5 cm KwK 39 L / 60 (från 5 cm Kampfwagenkanone 39 L / 60) var en tysk 5 cm stridsvagnskanon utvecklad och tillverkad av Rheinmetall-Borsig AG i Unterlüß under andra världskriget. Kanonen användes för att utrusta Panzerkampfwagen III versionerna ausf J till och med ausf M  och den tunga pansarbilen SdKfz 234/2 Puma.  Kanonen var en vidareutveckling av den tidigare 5 cm KwK 38 L / 42 som hade vistas sig ha otillräcklig prestanda för att bekämpa moderna sovjetiska stridsvagnar. Genom att helt enkelt byta ut eldröret mot ett längre, kaliberlängd 60 jämfört med 42, och med en större kammarvolym som kunde ta den längre patronen från 5 cm PaK 38 (50 × 419mm R) kunde mynningshastigheten öka markant.
| Amumunition | Vikt     | Mynnings hastighet | Genomslag i pansar vid 30° vinkel | Genomslag i pansar vid 30° vinkel | Genomslag i pansar vid 30° vinkel | Genomslag i pansar vid 30° vinkel | Genomslag i pansar vid 30° vinkel |
| Amumunition | Vikt     | Mynnings hastighet | 100 m                             | 500 m                             | 1000 m                            | 1500 m                            | 2000 m                            |
| ----------- | -------- | ------------------ | --------------------------------- | --------------------------------- | --------------------------------- | --------------------------------- | --------------------------------- |
| Pzgr39      | 2,06 kg  | 835 m/s            | 67                                | 57                                | 44                                | 34                                | 26                                |
| Pzgr40      | 0,925 kg | 1180 m/s           | 130                               | 72                                | 38                                | -                                 | -                                 |